# 9월의 찻집
9월의 찻집은 1973년 공개된 대한민국의 영화이다.

## 배역
- 신성일
- 윤정희
- 김희라
- 윤세희